# Zacharie Kalliergis
 (novembre 2013).
Zacharie Calliergis (Kalliergis) (en grec Ζαχαρίας Καλλιέργης) est un humaniste de la Renaissance, un Grec natif de Réthymnon en Crète, célèbre notamment comme copiste de manuscrits et comme pionnier de l'imprimerie pour la langue grecque. Son activité connue et datée s'étend de 1499 à 1524.

## Activité
Il était natif de la même ville que Nicolas Vlastos et Marcus Musurus, dans une Crète qui appartenait à la république de Venise depuis 1204, d'une famille prétendant à une ascendance impériale (d'où son emblème, l'aigle à deux têtes). En 1498, installé à Venise et y exerçant une activité de copiste, Calliergis s'associa à son compatriote Nicolas Vlastos pour fonder un atelier d'imprimerie spécialisé dans les textes grecs. Nicolas Vlastos étant le fondé de pouvoir d'Anne Notaras, par lui c'est celle-ci également qui fut associée à l'entreprise. C'est Calliergis lui-même qui semble avoir gravé les caractères. Quatre beaux livres fut alors produits : le premier, l'Etymologicum magnum, daté du 8 juillet 1499, est un chef-d'œuvre de typographie, imprimé en noir et rouge, avec une préface de Marcus Musurus, adressée aux « professeurs de Padoue », précisant que c'était le résultat de six ans de travail ; puis vinrent le commentaire de Simplicius sur les Catégories d'Aristote, le commentaire d'Ammonius sur l’Isagogè de Porphyre, et la Thérapeutique de Galien. Mais dès 1500 l'atelier cessa son activité, du fait semble-t-il d'un échec financier. En 1503, les trois premiers livres figuraient dans le catalogue d'Alde Manuce.
Calliergis s'installa à Padoue en 1501, puis reprit son activité d'imprimeur à Venise d'avril à août 1509. Il produisit alors quelques petits livres (l'Horologion, le « livre d'heures » de l'Église grecque, une édition bilingue grec-latin du Speculum principis d'Agapet de Constantinople, et de manière remarquable un poème en grec moderne, le premier texte imprimé en cette langue, l’Apocopos de Bergadis). La fonte de caractères qu'il utilisa cette fois fut rachetée, après une nouvelle déconfiture, par Filippo Giunta.
En 1514, Calliergis partit pour Rome où un collège grec (el) devait être fondé à l'instigation du nouveau pape Léon X et de Janus Lascaris. Marcus Musurus, associé également au projet, avait été chargé d'aller recruter une douzaine d'élèves doués et de familles honorables dans les dépendances grecques de la république de Venise. Kalliergis fut le responsable des études dans cet établissement situé sur le Quirinal. En même temps, il créa un nouvel atelier d'imprimerie, avec trois presses, dans la maison du riche banquier Agostino Chigi (l'actuelle Villa Farnesina), avec l'aide de l'imprimeur vénitien Vittore Carmelio. Le 13 août 1515 en sortit une édition des Odes de Pindare (première édition séparée de ce poète, avec des scholies très abondantes, et seconde impression grecque à Rome, après un petit livre de prières bilingue latin-grec imprimé par Étienne Guillery et Ercole Nani en 1510). Suivirent les Idylles de Théocrite (avec un commentaire abondant) le 15 janvier 1516, puis un recueil d'hymnes à la Vierge (12 mars 1516), le Dictionnaire des noms et verbes attiques de Thomas Magistros (4 mars 1517), le Choix de noms et de verbes attiques de Phrynichos (1er juillet 1517), un volume de scholies à l’Iliade (septembre 1517), de commentaires à Sophocle (1518), les Questions homériques de Porphyre (1518), les Apophthegmes des philosophes, des généraux, des orateurs et des poètes compilés par l'archevêque Arsène de Monemvasie (1519), l’Octoéchos (1520), la grammaire grecque de Manuel Chrysoloras (juin 1522), le dictionnaire grec-latin de Guarino Favorino (17 mai 1523).
Peu après la mort du pape Léon X (1er décembre 1521), le collège grec fut fermé. L'imprimerie grecque à Rome cessa aussi de produire en 1523, et ensuite, sauf un livre liturgique imprimé en 1526 par le Crétois Démétrios Doucas, il fallut attendre 1542 pour voir un nouveau livre grec réalisé dans cette ville (le traité de l'astrolabe de Nicolas Sophianos). Le dernier manuscrit connu copié par Kalliergis (Vatic. Ottob. 49) date d'octobre 1524.
Une trentaine de manuscrits conservés d'auteurs anciens sont de sa main. On possède également quelques lettres de lui, ou à lui adressées.